# Amstrad PCW

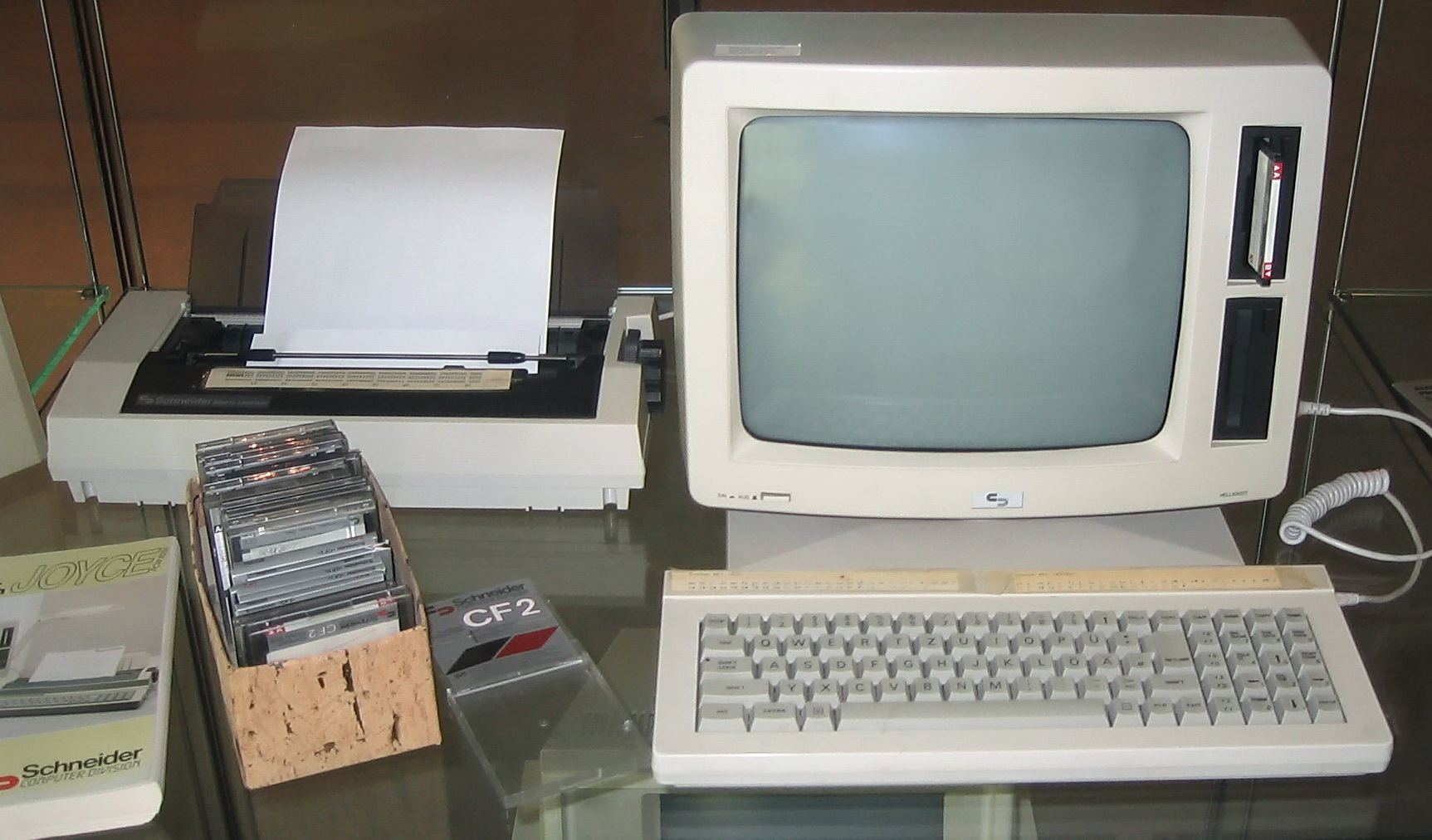
PCW8256 Joyce

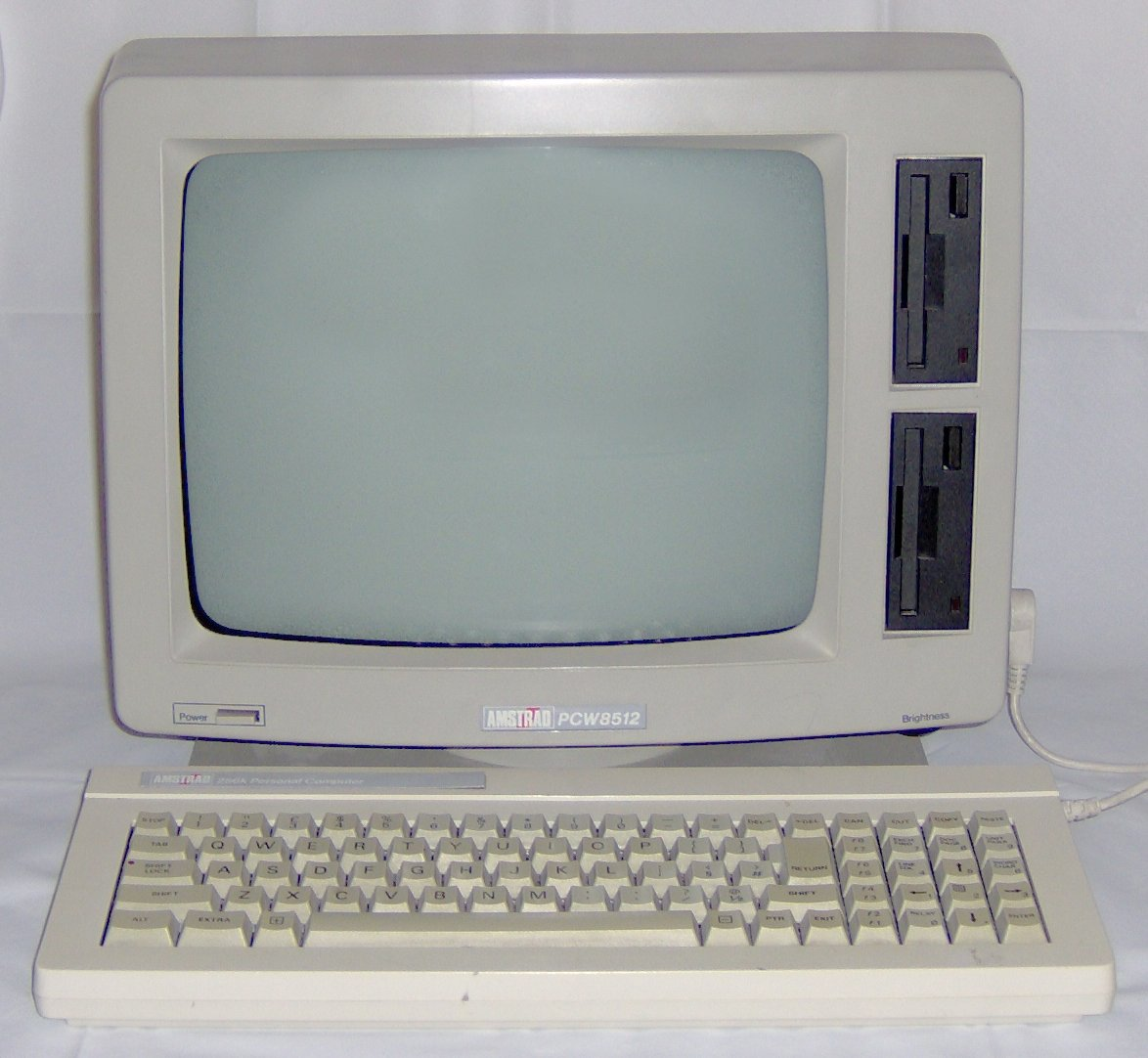
Amstrad PCW8512

Der Amstrad PCW / Schneider Joyce Personal Computer for Word Processing wurde als Schreibsystem und CP/M-Bürocomputer, als Komplettpaket mit Monitor, Diskettenlaufwerken und Drucker angeboten.
Lange Zeit war er ein preisgünstiger 8-bit-Konkurrent zum IBM-PC, und neben der eigentlichen, mitgelieferten Textverarbeitung LocoScript (von Locomotive) stand das reichhaltige CP/M-Plus-Softwareangebot zur Verfügung. Als Programmiersprachen waren Mallard BASIC (von Locomotive Software; s. Locomotive BASIC) und DrLogo (Digital Research) bereits dabei. Hinzu kamen Büroanwendungen für Desktop-Publishing, Datenbank und Kalkulation. Die Kosten für ein derartiges LocoScript-Komplettsystem waren meist niedriger als der Kaufpreis nur für die Software der Konkurrenz. Ein PCW 8256 kostete laut der Zeitschrift Computronic Ausgabe 07/85 und anderer 2490 DM. Im Quelle-Katalog 1986/87 wurde er für 1799 DM angeboten.
Während der Amstrad PCW in Großbritannien lange Zeit auch als universaler Bürocomputer im Einsatz war, wurde er in Deutschland als Schreibsystem vermarktet und eingesetzt. Die Projektbezeichnung Joyce (nach der Sekretärin von Alan Sugar, dem Gründer von Amstrad) wurde von Schneider beibehalten.

## Ausstattung
Je nach Baureihe und Nachrüstung waren zunächst 256 kB RAM, später 512 kB und mehr Speicher verfügbar. Geliefert wurde ein Grün-Schwarz, später ein Schwarz-Weiß-Monitor. Der Rechner selbst war überwiegend, analog etwa zum Ur-Mac oder Canon Cat, zusammen mit den Laufwerken im Monitorgehäuse integriert, bei einer Baureihe kopierte man allerdings das PC-Desktop-Design. Als Laufwerke waren, z. T. nebeneinander, folgende Typen eingebaut:
- 3″ für Disketten mit einer Speicherkapazität von 250 kB
- 3″ für Disketten mit erweitertem Speicherplatz (720 kB)
- 5,25″
- 3,5″
- Festplatte (optional)

Das 3"-Speicherformat war nicht mit dem des Schneider CPCs kompatibel, eine spezielle Software schaffte (später) Abhilfe. Ein Datenaustausch über eine Art Parallelport-Nullmodem war aber ohne Probleme möglich.
Beim PCW konnte man in einem speziellen Modus den Computer direkt als Schreibmaschine benutzen. Beim letzten PCW, dem Typ 16, wurde statt LocoScript ein dem Amstrad NC100 vergleichbares Bürosoftwarepaket mitgegeben.
Für den Anschluss eines regulären Druckers mit Centronics-Schnittstelle war ein optional erhältlicher Adapter notwendig. Somit war neben den mitgelieferten Nadel-, Tintenstrahl- und Typenraddruckern etwa auch der Anschluss eines Laserdruckers möglich.
Der PCW war in Großbritannien recht beliebt und bekannt. Zu den Nutzern zählte u. a. der ehem. Premierminister John Major, und der PCW wurde auch in der TV-Serie Doctor Who benutzt. In Deutschland gibt es noch heute eine kleine Szene um den Computer, die sich um die Joyce-User-AG und das jährliche Treffen Spectra-Joyce konzentriert.

## Baureihen
- PCW 8256, 1985, bekannt als Joyce, 256 kB RAM, ein 3"-Laufwerk (für Disketten von je 170 kB je Seite, die jeweils umgedreht werden mussten), geschrieben wurde meist mit Tasword 8000
- PCW 8512, 1985, bekannt als Joyce Plus, 512 kB RAM, zwei 3"-Laufwerke (mit einem zusätzlichen Laufwerk für Disketten von 720 kB, die nicht umgedreht werden musste), geschrieben wurde meist mit Tasword 8000
- PCW 9512, 1987, 512 kB RAM, 3"–Laufwerk
- PCW 9256, 1991, 256 kB RAM, 3½"–Laufwerk für Disketten mit einer Kapazität von 720 kB und Locoscript 1
- PCW 9512plus, 1991, 512 kB RAM, 3½"–Laufwerk
- PCW 10, 1993 (nur Presse)
- PCW 16, 1996, bekannt auch als Anne

Hinzu kamen Clones bzw. Umbauten anderer Firmen, etwa der britischen Firma Isenstein, u. a. mit schwarzem Gehäuse bzw. im tragbaren Pilotenkofferformat.

## Betriebssystem
Herz des Gerätes war ein Z80-Prozessor von Zilog. Betriebssystem des Joyce war CP/M 3.0. Da Speicherstellen im Arbeitsspeicher (RAM) nur mit 16 Bit adressiert werden konnten, war der Arbeitsspeicher in sogenannte „Bänke“ zu je 64 Kilobyte aufgeteilt, zwischen denen das Betriebssystem wechselte. Möglich war auch die Programmierung von Assembler-Programmen. Von 1987 bis 1989 publizierte PC International vier Joyce-Sonderhefte, in denen die Szene Informationen über das Betriebssystem und selbst entworfene Programme für den Joyce austauschte (auch Assembler-Programme).

## Spiele
Obwohl das Gerät für Büroarbeiten gedacht war, konnte man aufgrund des verwendeten Zilog-Z80-Prozessors auch grundsätzlich sämtliche bereits vorhandene weitere Software verwenden und den PCW so auch zum Spielen verwenden. Neben den beliebten Textadventures, unter diesen etwa Lord of the Rings: Game One, gab es graphische Unterhaltung wie Batman und Head Over Heels.

## Emulatoren
- JOYCE - ein Amstrad PCW emulator
- Amstrad Joyce Emulator
- CP/M Box - PCW emulator (Windows)